# گمینا ستگنا
گمینا ستگنا (به لهستانی:  Gmina Stegna) یک گمینا در لهستان است که در شهرستان نووه دوور گدانسکی واقع شده‌است. گمینا ستگنا ۱۶۹٫۵۷ کیلومتر مربع مساحت و ۹٬۵۱۹ نفر جمعیت دارد.